# G5 (автомат)
G5 — грузинский автомат семейства AR-15, представляющий собой клон HK416. Разработан в 2012 году грузинским военным научно-техническим центром Дельта в качестве альтернативы карабина М4 для оснащения Вооружённых сил Грузии.
Первые винтовка была представлена 26 мая 2012 года на выставке «Произведено в Грузии» (все детали, кроме магазина, сделаны на территории Грузии).

## Описание
Общая длина оружия составляет 840 мм с выдвинутым телескопическим прикладом и 756 — со сдвинутым. Вес около 3,5 килограммов. На цевье и ствольной коробке имеются планки Пикатинни для крепления прицельных приспособлений и аксессуаров вроде фонарей. G5 питается от стандартных магазинов STANAG на 30 патронов. В автомате применены полимерные и титановые сплавы для облегчения веса оружия.
Главным отличием G5 от М16 является газовый поршень, призванный повысить надёжность оружия. Автоматика аналогична М16, но в отличие от прототипа, на затворную раму воздействует поршень, а не газовая струя. Затворная рама имеет буфер отдачи для нивелирования влияния отдачи на кучность стрельбы.